# Багінська Анастасія Максимівна
Анастасія Максимівна Багінська (нар. 8 липня 2005, Біла Церква, Україна) — юна українська співачка. Суперфіналістка другого сезону українського «Голосу. Діти». Володарка Гран-прі міжнародного дитячого музичного конкурсу «Вітебськ 2014» (в рамках «Слов'янського базару 2014»). Представниця своєї країни на «Дитячому Євробаченні 2017» в Тбілісі з піснею «Не зупиняй».

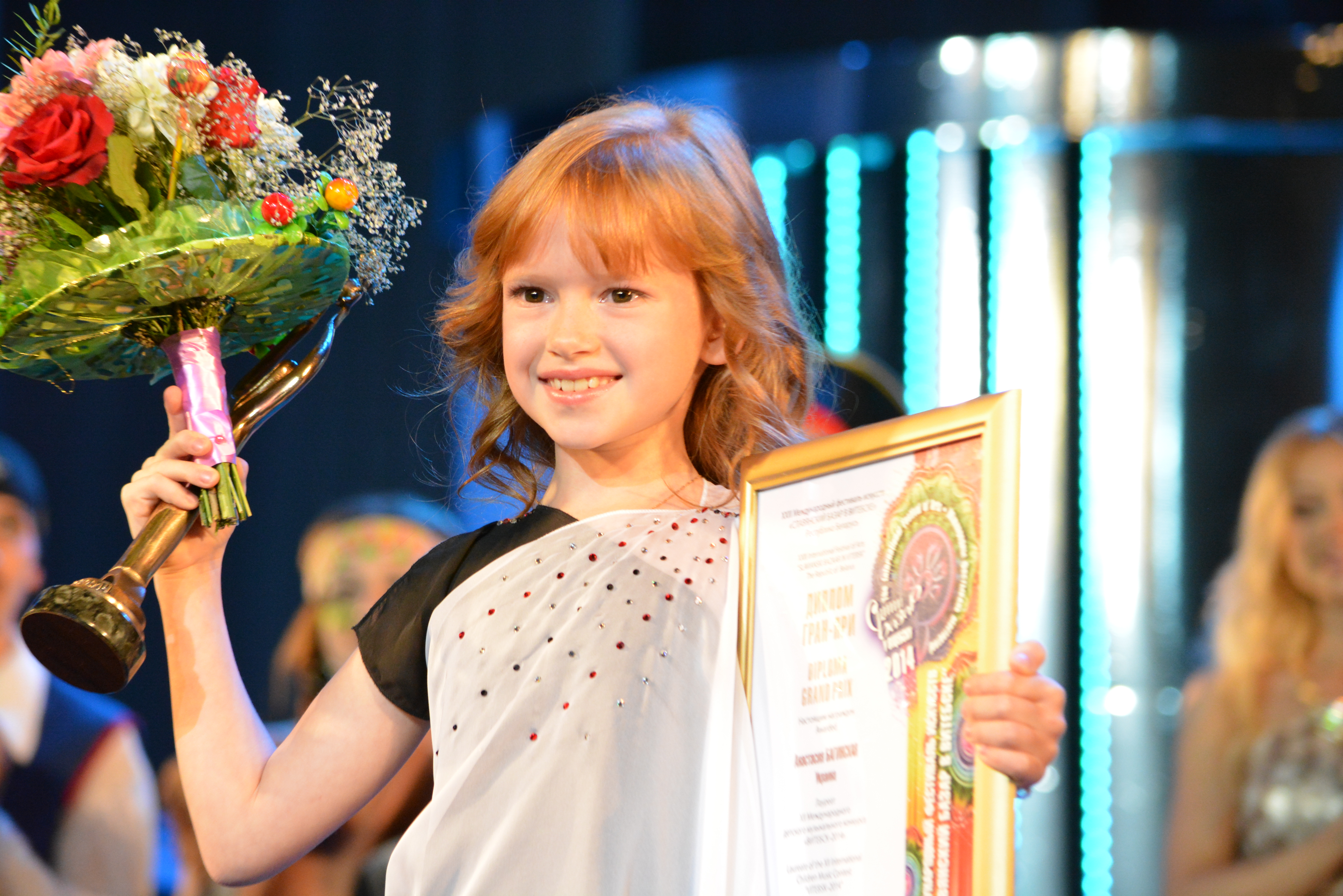
Анастасія Багінська на Слов'янському Базарі

## Біографія
Народилася в липні 2005 року в Києві. Живе в місті Біла Церква (Київська область). Навчається в школі у себе в місті, а на заняття музикою їздить до Києва.
В 4 роки почала наспівувати пісні і мелодії з рекламних роликів і улюблених мультфільмів. З п'яти років займається в школі мистецтв. У перший раз співала на сцені теж в п'ять років, виконувала пісню «Маленький щенок» і завоювала на тому конкурсі друге місце.

### «Голос. Діти 1»
У 2012 році (в 7 років) взяла участь в першому сезоні української версії телешоу «Голос. Діти», де стала наймолодшою учасницею. На сліпих прослуховуваннях виконувала пісню «Три поради». Ніхто із суддів не повернувся, і вона розплакалася. Як розповідав потім продюсер проекту Костянтин Меладзе, на репетиції вона співала «просто блискуче», але на сцені перехвилювалася:

Вона на репетиції співала абсолютно блискуче, просто блискуче. Їй сім років всього. На концерті перелякалася, і не вийшло, не вийшло їй заспівати, тому що у неї в горлі прямо були спазми від страху, і, ясна річ, співати їй було складно.
— Костянтин Меладзе

У 2013 році стала володаркою Гран-прі III Міжнародного фестивалю естрадної музики «Золоте яблуко» в Кишиневі (Молдова).

### «Голос. Діти 2»
В 9 років взяла участь у другому сезоні українського «Голосу. Діти» (що транслювалося на початку 2014 року). На сліпих прослуховуваннях виконувала пісню «Мало» Юлії Савичевой. Повернулись два крісла, Тіна Кароль і Потап. Вона вибрала Потапа. У підсумку Анастасія дійшла до фіналу, де була наймолодшою і єдиною дівчинкою, і вийшла в суперфінал, де співала пісню групи Open Kids «Мир без войны».

### «Слов'янський базар 2014»
У липні 2014 року завоювала Гран-прі міжнародного дитячого музичного конкурсу «Вітебськ 2014» (дитячій частині щорічного «Слов'янського базару у Вітебську»), де була наймолодшою учасницею. Це була перша в історії перемога представника її країни на цьому конкурсі, і за неї Анастасії в Україні присудили премію «Надія нації».
У 2016 році брала участь (з піснею «Мій світ») у фіналі українського національного відбору на «Дитяче Євробачення 2016».

### «Дитяче Євробачення 2017»
В травнем 2017 року дорослого «Євробачення 2017» в Києві відкривала червону доріжку в Маріїнському парку, виконувала там гімн конкурсу.
Перемігши з піснею «Не зупиняй» в проведеному 25 серпня у Пущі-Водиці фіналі національного відбору, отримала право представити свою країну 26 листопада в столиці Грузії Тбілісі на «Дитячому Євробаченні 2017», де зайняла 7-е місце зі 147 балами (при цьому отримавши 12 балів від сербського журі).
У 2018 році була українським «глашатаєм» «Дитячого Євробачення 2018» в Мінську.

## Фільмографія
- 2015: Снупі та Чарлі Браун: Дрібнота у кіно — Марсі (українська озвучка)
- 2018: Кобзарський цех — дівчинка Настуся
- 2019: Король Лев (фільм) — молода Нала (українська озвучка)